# Bezistani bazilika
A bezistani bazilika vagy elbasani bazilika (albán Bazilika e Bezistanit, Bazilika e Elbasanit) az 5. század végén épült ókeresztény bazilika romja az albániai Elbasan városában. A háromhajós-apszisos bazilika a 6. században vélhetően a mai Elbasan helyén állt Scampis székesegyháza volt. A paradicsomi jelenetet ábrázoló mozaikpadlója az egyik legszebb a maga nemében Albánia területén. A romterület a városközpontban, a vár déli kapujával szemben található.

## Története
A mai Elbasan helyén a római korban a Genusus (ma Shkumbin) folyó völgyében felépült hadi és kereskedelmi út, a Via Egnatia egyik állomáshelye állt Scampis néven. Az i. sz. 2. századra vicusszá fejlődött településen a rómaiak 320 körül egy egész légió befogadására alkalmas castrumot építettek. Az 5. században Scampis már a dyrrhachiumi metropóliához tartozó püspöki székhely volt, amelynek első főtemploma a 4. század végén a castrumtól nyugatra felépült tepei bazilika volt. A régészeti feltárások alapján három ókeresztény templom ismert a modern Elbasan területéről: a legkorábbi építésű tepei bazilika mellett a déli városkapunál található, 5. századi elbasani bazilika, valamint a mai várnegyed területén egy kisebb, 6. századi templom.
A templom építési ideje az 5. századra tehető, és a történészek a korabeli forrásokban 519 kapcsán említett scampisi Szent Péter-székesegyházzal azonosítják. Vatikáni dokumentumok szerint ebben az évben jártak a városban Hormiszdasz pápa követei, akiket az egyházi méltóságok és a scampisiak, élükön Trojus püspökkel, meleg fogadtatásban részesítettek a városkapunál.
Az ezt követő évszázadokból sem az írott források, sem a régészeti ásatások nem szolgálnak további információval a bazilika életéről, a középkor korai évszázadaiban pedig maga Scampis városa is elnéptelenedett.

## Leírása
A bazilikarom a modern Elbasan központjában, a vár déli kapujánál elterülő Aqif Pasha parkban, elkerített területen található. Az egyszerű alaprajzú, narthexes és apszidális szentélyzáródású háromhajós templomot Ylli Cerova és Elio Hobdari tárta fel. Az alapokon és némi falmaradványokon kívül jó állapotban maradtak fenn míves kő- és márványfaragványai, mozaikpadlója, a belső freskók és síremlékek egy része. Korabeli lükhniszi és hérakleiai minták alapján készült a főhajó mozaikpadlója, amely az egyik legszebb fennmaradt ókeresztény mozaik Albánia területéről. Paradicsomi jelenetet ábrázol, amelynek fő motívuma a kor ikonográfiájában ismert kantharoszból kinövő szőlőtőke, amelynek ágai között madarak repkednek. A kantharosz kétoldalán nem a másutt ismert pávapár, hanem egy-egy üdvözült ábrázatú ifjú áll.